# Coloma, Kalifornien
Coloma är en liten stad i El Dorado County i Kalifornien, USA. Coloma är mest känt för att vara platsen där James W. Marshall först upptäckte guld i Kalifornien, vid Sutter's Mill år 1848, vilket ledde till guldrushen i Kalifornien. Det bor för närvarande 300 personer i staden.